# Charles Tilden
Charles Lee Tilden, Jr. (Alameda, Califòrnia, 4 de juny de 1894 - Fairfield, Califòrnia, 1 de novembre de 1968) va ser un jugador de rugbi a 15 estatunidenc que va competir a començaments del segle xx.
Tilden estudià a la Universitat de Califòrnia a Berkeley, on va començar a jugar a rugbi amb els California Golden Bears. El 1920 va ser seleccionat per jugar amb la selecció dels Estats Units de rugbi a 15 que va prendre part en els Jocs Olímpics d'Anvers, on guanyà la medalla d'or. En aquest equip exercia de capità. Quatre anys més tard, als Jocs de París, tornà a guanyar la medalla d'or en la competició de rugbi, tot i que en aquesta ocasió no jugà cap partit.